# Joan Subirats i Humet
Joan Subirats i Humet (Barcelona, 17 de maig de 1951) és catedràtic en Ciència Política de la Universitat Autònoma de Barcelona, especialista en governança, gestió pública i en l'anàlisi de polítiques públiques. També ha treballat sobre temes d'exclusió social, problemes d'innovació democràtica i societat civil.
El desembre de 2021 va ser designat ministre d'Universitats del govern espanyol en substitució de Manuel Castells, dimissionari per motius personals.

## Trajectòria
El 1980 es va doctorar en Ciències Econòmiques per la Universitat de Barcelona. D'ençà de la seva creació fins al juliol del 2009 ha estat director de l'Institut de Govern i Polítiques Públiques, on ha dirigit el postgrau en Economia Cooperativa.
Va ser un dels portaveus de Guanyem Barcelona, i va promocionar Catalunya en Comú. El novembre de 2017 va ser nomenat comissionat de Cultura de l'Ajuntament de Barcelona. En les eleccions municipals de 2019 va ser el número dos de la llista de Barcelona en Comú i va ser nomenat regidor de Cultura i sisè tinent d'alcaldia. El juliol de 2021 va renunciar als càrrecs municipals tot coincidint amb la seva jubilació. La cartera de Cultura la va assumir Jordi Martí, fins llavors regidor de Presidència, Economia i Pressupost.
Ha estat autor i editor de títols com Elementos de Nueva Política (CCCB, Barcelona 2003), Análisis y gestión de políticas públicas (Ariel, 2008), Del Xino al Raval (Hacer, 2008), Participación y calidad democrática (Ariel, 2009), Autonomies i desigualtats a Espanya: percepcions, evolució social i polítiques de benestar (Institut d'Estudis Autonòmics, 2011) i El poder de lo próximo. Las virtudes del municipalismo. (Catarata, 2017). Ha col·laborat habitualment en diversos mitjans de comunicació, com el diari Ara, Catalunya Plural, Crític i El País i al programa La ventana de la Cadena SER.
El desembre de 2021 va ser designat Ministeri d'Universitats d'Espanya del Segon Govern de Pedro Sánchez en substitució de Manuel Castells, dimissionari per motius personals, i va exercir fins que Pedro Sánchez va nomenar un nou govern de coalició després de les eleccions generals espanyoles de 2023. Com ministre d'Universitats va aprovar la llei de convivència universitària, una llei impulsada pel seu predecessor Manuel Castells.
El juny de 2022 es va convertir en el primer president de la recent creada Sentit Comú, la fundació de Catalunya en Comú per reflexionar sobre feminisme, l'ecologisme, la justícia social i el municipalisme, fins que des de novembre de 2023 Ada Colau i Ballano va passar a assumir la presidència única en març de 2025 rellevant Subirats, que passà a ser-ne el president d'honor.